# Earthworm Jim 3D
Earthworm Jim 3D és el tercer videojoc de la sèrie Earthworm Jim. És la seqüela de Earthworm Jim i Earthworm Jim 2, i el primer joc de la sèrie en no ser desenvolupat per Shiny Entertainment, ja que els drets havien estat venuts a Interplay Entertainment i més tard va passar a mans de VIS Entertainment. El joc va sofrir d'un perllongat període de desenvolupament que va ser retardat contínuament fins al seu llançament el 1999 per a Nintendo 64 i la PC. Finalment, el joc no va ser ben rebut, amb diversos crítics indicant que havia perdut l'encant dels primers dos lliuraments i que, malgrat el llarg període que va estar en desenvolupament, el joc encara se sentia incomplet i li faltaven característiques que havien estat promeses anteriorment. A més de que també es planejava una versió per la Sony Playstation, lamentablement sent cancel·lada per raons desconegudes.

## Jugabilitat
Earthworm Jim 3D deriva gran part del seu estil de joc d'altres videojocs de plataformes de l'època, competint amb importants títols com Super Mario 64, Banjo-Kazooie i Donkey Kong 64. Nous llocs s'obren en el cervell de Jim en col·leccionar Ubres d'Or, i s'habiliten nous nivells en col·leccionar les Bales de Jim. Igual que els anteriors jocs de Earthworm Jim, malgrat comptar amb molts elements de plataformes, la principal arma de Jim és el seu desintegrador.

## Argument
Earthworm Jim és colpejat per una vaca voladora que el deixa en coma. Després, Jim desperta dins de la seva pròpia ment i descobreix que s'ha tornat boig. Els seus vilans del passat han entrat a la seva ment i si no fa alguna cosa aviat, Jim es quedarà en coma per sempre. El seu super ego ha estat alliberat dins de la seva ment per detenir als vilans. Per retornar la seva sanitat mental ha de trobar Ubres d'Or de lucidesa. Quan Jim entra en la seva pròpia ment, s'adona que els quatre sectors de la seva ment han estat presos per les seves pitjors pors. Les Ubres d'Or que va col·leccionant obren cadascun dels quatre sectors i a més ha de trobar bales verdes per habilitar els nivells dins dels sectors. Jim derrota als quatre vilans que van prendre els quatre sectors de la seva ment, i finalment s'enfronta a la personificació del seu trauma: Earthworm Kim.

## Desenvolupament
Poc després del llançament de Earthworm Jim 2, el seu desenvolupador original, Shiny Entertainment va ser comprat per Interplay Entertainment, i després posat a treballar en altres projectes. Amb l'estudi ocupat, la franquícia va ser transferida a VIS Entertainment, i es va decidir que, igual que moltes sèries de videojocs de plataformes de l'època, com Super Mario o Sonic, el joc transicionaria de 2D a 3D. El desenvolupament va començar poc després del llançament de Earthworm Jim 2 el 1996, i va tenir un perllongat cicle de desenvolupament de tres anys, tan llarg que per moments es va pensar que el joc es convertiria en vaporware.
Diversos problemes van sorgir a causa del perllongat cicle de desenvolupament. Gran part del contingut de presentacions prèvies i material promocional finalment no es van incloure en la versió final del joc; sent un particular exemple d'això que l'empaquetatge del joc mostrava a Evil Cat com el cap del nivell de la "Por", sent que el Professor Monkey-For-A-Head era en realitat el cap d'aquest nivell. Diversos llocs que van ser presentats en versions primerenques del joc no estaven incloses en la còpia final (com un nivell que té lloc en una casa i Jim té la grandària d'una formiga). A més, s'havia anunciat que Evil Jim, el bessó malvat d'Earthworm Jim de la sèrie animada, seria part del joc. Algunes de les primeres captures i vídeos del joc també mostraven a Jim muntat en el seu Coet de Butxaca, amb un mesurador de combustible, en carreres i altres missions, igual que mostraven a Jim fent surf de neu. A més, el joc estava basat lliurement en la sèrie de televisió, la qual per al moment del llançament del joc havia estat cancel·lada feia més de tres anys, complicant la campanya promocional.
Mentrestant, el dissenyador de la sèrie original, David Perry, havia venut els drets de la franquícia. Els personatges van haver de ser redissenyats per al canvi de 2D a 3D. Perry i el creador original de la sèrie, Doug TenNapel van estar involucrats inicialment en el joc com a consultors menors, però van ser acomiadats per raons no publicades. Tots dos van expressar que odiaven el que s'havia fet amb Earthworm Jim 3D, però que legalment no podien fer res per prevenir-ho. TenNapel va indicar que sentia que la sèrie havia estat "arruïnada" pel joc.
Problemes amb el frame rate i l'animació encara es trobaven presents després que es completés el 70% del procés de desenvolupament del joc. Una versió per a PlayStation va estar en els plans originals, però finalment va ser cancel·lada.

## Recepció
El joc no va ser considerat un èxit crític ni comercial. Moltes ressenyes van qualificar al joc de mancat d'inspiració, mediocre i incapaç de competir amb molts altres jocs similars de l'època que van ser millor rebuts, com va ser Super Mario 64, Rayman 2 o Banjo-Kazooie. Una de les més grans queixes sobre el joc va ser la càmera. GameSpot va indicar en la seva anàlisi que la càmera de la versió de Nintendo 64 estava en una "missió kamikaze per destruir el joc". La ressenya de GameSpot per a la versió de PC va ser fins i tot més dura, concloent que Earthworm Jim 3D "tenia alguna cosa que desanimava a tot tipus de persones al fet que hi juguessin: els fans de la sèrie estaran decebuts per la pobra transició dels personatges a les tres dimensions. Tots els altres estaran frustrats amb l'horrible càmera."

IGN va ser una mica més indulgent amb la versió de Nintendo 64, donant-li una qualificació de 7.3 sobre 10, elogiant el seu so, els gràfics i la seva presentació, però encara criticant la càmera i el poc atractiu que es tornava el joc a la llarga.

Meristation, igual que IGN, va donar una qualificació relativament bona al joc en ambdues plataformes, però d'igual manera va criticar els problemes de jugabilitat i va ressaltar que no arribava a competir amb els millors jocs de plataforma de l'època, especialment Rayman 2.